# Distretto di Ra-ngae
Il distretto di Ra-ngae (in thailandese: ระแงะ) è un distretto (amphoe) della Thailandia, situato nella provincia di Narathiwat.